# Sarımazı, Ceyhan
Sarımazı là một thị trấn thuộc huyện Ceyhan, tỉnh Adana, Thổ Nhĩ Kỳ. Dân số thời điểm năm 2009 là 3.898 người.